# Sericospilus brevis
Sericospilus brevis är en skalbaggsart som beskrevs av Given 1952. Sericospilus brevis ingår i släktet Sericospilus och familjen Melolonthidae. Inga underarter finns listade i Catalogue of Life.